# 해리 후디니

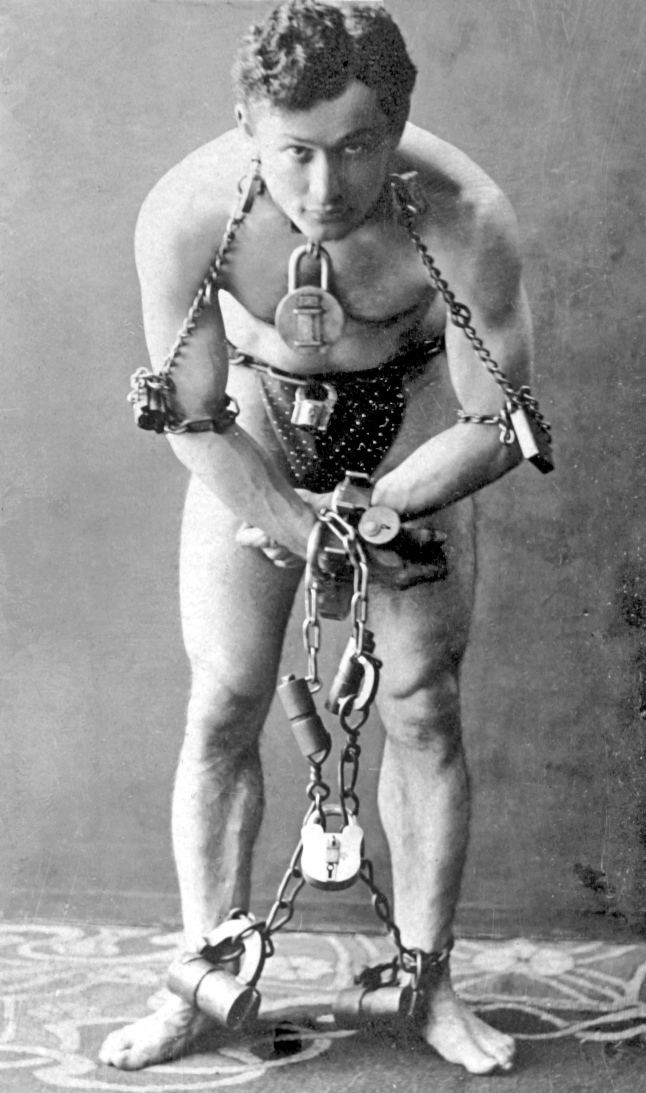

해리 후디니(Harry Houdini, 본명: 에릭 와이즈; 1874년 3월 24일 ~ 1926년 10월 31일)는 헝가리 부다페스트에서 태어난 헝가리계 미국인 마술사이자, 난국 탈출 마술사, 스턴트 맨, 배우, 연기자였다. 그는 가짜 초능력자나 영매들을 잡는 일을 하기도 했었다.

## 그의 어린 시절
해리 후디니는 1874년 3월 24일 유대교 랍비의 자녀로 태어났다. (후일 1907년의 인터뷰에서 자신이 1874년 4월 6일에 위스콘신주의 애플턴에서 태어났다고 주장했다.)
그의 부모는 랍비 메이어 사무엘 와이즈 (1829~1892)와 그의 아내 세실리아 (1841~1913)이다. 그는 그들의 일곱 남매들 중 하나였다.(일부 문헌에서는 다섯명 중 셋째라고도 함)
그는 1878년 7월 3일 미국에 부모님과 함께 미국으로 넘어갔고, 후디니는 이름을 에리치(Ehrich)라 바꾸었고, 친구들은 에리(Ehrie), 또는 해리(Harry)라 불렀다. 6살 때부터 카드를 만지기 시작했으며, 9살에는 공중 그네 아티스트로 데뷔했고, 11살 때에는 밧줄풀기나 자물쇠 따기 등의 묘기를 선보였다. 그는 당시 유명했던 프랑스의 마술사 로버트 후딘의 이름을 따서 자신의 예명을 후디니로 바꾸었다.

## 마술 활동
1894년 빌헬미나 베아트리체 라흐너(애칭-베스)와 결혼 한 이후, 1900년부터 탈출묘기로 세계적인 명성을 얻기 시작했다. 그의 탈출 마술은 신에 가까웠다. 후디니는 손과 발에 수갑과 족쇄를 채우고 강물로 뛰어들어도, 도난 방지용 은행 금고에 들어가도, 후디니는 당당히 걸어서나왔다. 그는 밧줄, 수갑, 자물쇠로 채워도 어떻게든 탈출을 하는, 탈출 묘기의 대가였다. 그는 1920년에 '마술사와 그들의 요령'을 출간했고, 1924년에는 '신들린 마술사'를 출간했다.
후디니는 가짜 영매나 사기꾼 초능력자들을 적발하는 활동도 했었다. 그의 어머니가 죽은 뒤, 그녀의 영혼을 만나고자 영매를 찾아갔는데, 그 영매가 사기꾼이라는 사실을 깨달은 이후, 그는 사기꾼을 적발하는 데 온갖 노력을 쏟았다.

## 죽음
탈출 마술의 대가도 죽음은 탈출하지 못하였다. 1926년 10월, 몬트리올의 맥길대학교를 방문한 후디니는 자신의 힘을 과시하면서 자신의 배를 얼마든지 때려도 끄떡 없다 장담하였다. 그러나, 그는 조슬린 고든 화이트헤드라는 이름의 맥길대학교 학생이 때린 강 펀치를 정통으로 맞고, 그 자리에서 쓰러졌다. 그 사건 때문인지, 그는 맹장 괴저와 복막염으로 펀치를 맞은지 이틀 후에 죽었다. 그의 나이 52세, 1926년 10월 31일 오후 1시 26분의 일이였다. 후디니의 장례식은 뉴욕에서 1926년 11월 4일에 개최되었다. 그는 마술사 학회에 이름이 새겨졌고, 뉴욕의 마크메라(Machpelah)묘지에 묻혔다. 그의 미망인 베스는 1943년 2월 11일에 캘리포니아에서 67세의 나이로 죽었다. 그녀는 후디니 옆에 묻히고 싶어했으나, 기독교(가톨릭)였던 그녀의 가족들이 유대인 묘지에 묻힐 수 없다 거부하여 그 근처의 웨스트 체스터의 묘지에 묻혔다.

## 사후의 평가
생전에는 최고의 찬사를 받은데 비해, 죽은 후에는 평가가 엇갈리고 있다. 미국인들에게는 '마술사 하면 떠오르는 인물'에서 1, 2위를 다투는 반면, 마술 연구가들은 그가 재능도 없고, 진부한 속임수를 썼으며, 위대했던 마술사들에게서 찾을 수 있는 매혹적인 카리스마도 없는 인물이였다고 평가하고 있다.

## 플래시 게임
사바켄이 제작해 대한민국에 들어온 게임 중에 해리 후디니를 캐릭터로 한 게임이 있었다. 그것은 마술사 후디니라는 제목으로 주전자닷컴, 점심먹고 노라라, 다음 키즈짱 등의 플래시 게임 사이트에 업로드 되었다.
그 게임의 프랑스어 원제는 'Houdini Maître de l'extraordinaire'이다. 이 게임의 첫 시리즈는 후디니가 뱀 사원(Le Temple du serpent)'을 탈출하는 것이다.